# 足荣镇
足荣镇，是中华人民共和国广西壮族自治区百色市德保县下辖的一个乡镇级行政单位。

## 行政区划
足荣镇下辖以下地区：
念色村、农豆村、足荣村、泗营村、巴明村、百农村、孟棉村、老坡村、那亮村和义备村。